# + (canción)
«+» (también titulado como «+ (más)») es una canción de la cantante española Aitana en colaboración con el dúo colombiano Cali y El Dandee. Fue lanzada el 18 de diciembre de 2019 a través de Universal Music España como el primer sencillo del segundo álbum de estudio de la cantante, 11 razones (2020). Está escrita por Aitana, Cali y El Dandee y Andrés Torres. La canción debutó en el número 21 dentro del top 100 canciones de España dos días después de su lanzamiento.

## Antecedentes
Durante el verano 2019, Aitana empezó a lanzar pistas sobre una nueva canción en la que estaba trabajando. Originalmente, fue planificada para ser lanzada en noviembre, aunque la cantante anunció a través de sus redes sociales que sería lanzada finalmente el 18 de diciembre de 2019. Sin embargo, no se supo de la colaboración en la canción de Cali & El Dandee hasta más adelante para que fuese a modo de sorpresa. Aitana y el dúo de cantantes se conocieron primeramente en abril de 2018 en Los Ángeles cuándo la ayudaron con la grabación de su primer álbum de estudio. En 2019, se pusieron en contacto de nuevo para realizar una canción en conjunto. El primer teaser de la canción fue lanzado el 16 de diciembre, dos días antes de su estreno en streaming.

## Composición
La canción estuvo compuesta por los tres intérpretes al lado de Andrés Torres en Los Ángeles y habla sobre «la historia de un amor de verano que es muy corto, pero muy intenso». Los artistas revelaron más adelante que compusieron la canción con toques del sonido de pop de los 2000, similar a Avril Lavigne en «Complicated».

## Vídeo musical
El vídeo de música, dirigido por el artista venezolano Nuno Gomes, fue grabado en Buenos Aires entre el 15 y 16 de octubre de 2019, y obtuvo más de un millón de vistas en sus primeras 24 horas en YouTube.

## Posicionamiento en listas

### Listas semanales
| País     | Lista             | Mejor posición |
| -------- | ----------------- | -------------- |
| Ecuador  | Nacional Report   | 11             |
| Paraguay | Monitor Latino    | 11             |
| España   | Top 100 canciones | 2              |

### Listas anuales
| País      | Lista                     | Mejor posición |
| --------- | ------------------------- | -------------- |
| Argentina | Airplay de Monitor Latino | 62             |

## Certificaciones
| País   | Organismo certificador | Certificación  | Ref.   |
| ------ | ---------------------- | -------------- | ------ |
| España | PROMUSICAE             | 3× Platino     | [ 14 ] |
| México | AMPROFON               | 2x Platino+Oro | [ 15 ] |
| Perú   | APDAYC                 | Platino        | [ 15 ] |